# ESTi
ESTi（1980年5月8日—），本名朴振培（： Park Jin Bae），1980年5月8日出生，韩国著名的作曲家、混音師和配乐师，曾制作过韩国、日本等多款世界级水准游戏的音乐。